# Life Is a Long Song (EP)
Life is a Long Song es un EP lanzado en 1972 por el grupo de rock progresivo Jethro Tull.
Recoge algunos de los temas incluidos en el doble LP Living in the Past (1972).

## Lista de temas
| #  | Título                | Autor          |
| -- | --------------------- | -------------- |
| 1. | "Up the Pool"         | (Ian Anderson) |
| 2. | "Life Is a Long Song" | (Ian Anderson) |
| 3. | "Dr. Boogenbroom"     | (Ian Anderson) |
| 4. | "From Later"          | (Ian Anderson) |
| 5. | "Nursie"              | (Ian Anderson) |